# Chalco de Díaz Covarrubias
Chalco de Díaz Covarrubias es una localidad mexicana situada en el municipio de Chalco, en el Estado de México. Según el censo de 2020, tiene una población de 174 704 habitantes.
Está ubicada en la zona metropolitana del valle de México, en la región I Amecameca.
El nombre, de origen náhuatl,proviene de la palabra "chalchihuitl" (piedra preciosa, esmeralda o jade) y "co" (lugar). Por ende, Chalco significa "lugar de piedras preciosas". El significado de esta palabra ha sido muy discutido.
El área fue conocida también como Chalco-Atenco en la época prehispánica, gracias a su posición geográfica. "Atenco" proviene del náhuatl "atl" (agua) y "tentli" (borde, labio o comisura) haciendo alusión a su antigua posición al borde del lago de Chalco, hoy desecado.

## Geografía
Se localiza en la parte oriente del Estado de México, a una altitud de 2237 metros sobre el nivel del mar.

### Clima
| Parámetros climáticos promedio de Chalco de Díaz Civarrubias | Parámetros climáticos promedio de Chalco de Díaz Civarrubias | Parámetros climáticos promedio de Chalco de Díaz Civarrubias | Parámetros climáticos promedio de Chalco de Díaz Civarrubias | Parámetros climáticos promedio de Chalco de Díaz Civarrubias | Parámetros climáticos promedio de Chalco de Díaz Civarrubias | Parámetros climáticos promedio de Chalco de Díaz Civarrubias | Parámetros climáticos promedio de Chalco de Díaz Civarrubias | Parámetros climáticos promedio de Chalco de Díaz Civarrubias | Parámetros climáticos promedio de Chalco de Díaz Civarrubias | Parámetros climáticos promedio de Chalco de Díaz Civarrubias | Parámetros climáticos promedio de Chalco de Díaz Civarrubias | Parámetros climáticos promedio de Chalco de Díaz Civarrubias | Parámetros climáticos promedio de Chalco de Díaz Civarrubias |
| Mes                                                          | Ene.                                                         | Feb.                                                         | Mar.                                                         | Abr.                                                         | May.                                                         | Jun.                                                         | Jul.                                                         | Ago.                                                         | Sep.                                                         | Oct.                                                         | Nov.                                                         | Dic.                                                         | Anual                                                        |
| ------------------------------------------------------------ | ------------------------------------------------------------ | ------------------------------------------------------------ | ------------------------------------------------------------ | ------------------------------------------------------------ | ------------------------------------------------------------ | ------------------------------------------------------------ | ------------------------------------------------------------ | ------------------------------------------------------------ | ------------------------------------------------------------ | ------------------------------------------------------------ | ------------------------------------------------------------ | ------------------------------------------------------------ | ------------------------------------------------------------ |
| Temp. máx. media (°C)                                        | 21                                                           | 23                                                           | 25                                                           | 26                                                           | 26                                                           | 24                                                           | 23                                                           | 23                                                           | 23                                                           | 22                                                           | 21                                                           | 18                                                           | 23                                                           |
| Temp. mín. media (°C)                                        | 6                                                            | 7                                                            | 9                                                            | 11                                                           | 13                                                           | 13                                                           | 12                                                           | 12                                                           | 10                                                           | 10                                                           | 8                                                            | 5                                                            | 10                                                           |
| Precipitación total (mm)                                     | 7                                                            | 6                                                            | 2                                                            | 21                                                           | 36                                                           | 96                                                           | 87                                                           | 95                                                           | 108                                                          | 76                                                           | 10                                                           | 6                                                            | 550                                                          |
| Fuente: 2025                                                 |                                                              |                                                              |                                                              |                                                              |                                                              |                                                              |                                                              |                                                              |                                                              |                                                              |                                                              |                                                              |                                                              |

## Historia

### Prehispánica
El primer grupo en llegar a la región fueron los "acxotecas". Según Chimalpahin, provenían de Tula. Se llamaron chalcas y fueron de los primeros gobiernos de nobles. El segundo grupo en llegar fueron los mihuaques, que carecían de mandatarios y adoptaron los de los acxotecas. Hacia 1160 a. C., llegaron los chichimecas teotenancas provenientes del Valle de Toluca y que pasaron por Tláhuac. En los alrededores del lago, habitaron cuixocas, temimilolcas e huipanecas, quienes formaron una congregación de tribus bajo el apelativo de chalcas.
En 1258, llegan a Xico los chichimecas junto de los chalcas que ya tenían 18 años de estar habitando la región de la laguna con fama de grandes agoreros y hechiceros por cuya causa los chichimecas los apellidaban atempanecas (los que viven al borde del agua). También, arribaron los nonohualcas teotilixcas tlacochalcas que se asentaron por Tlalmanalco, los tecuanipas, quienes poblaron por el rumbo de Amecameca, algunas personas también llegaron de Pánuco, panohuayas quienes constituyeron el cuarto barrio del señorío, “cada grupo que se asentó alrededor del lago tomó un nombre propio pero retuvo el de Chalco por todos estos formaron una congregación de tribus con los chalcas. Desde estos tiempos se integró la región de Chalco Amaquemecan, en la cual vivían varios grupos confederados, con distintos modos de vida quienes siendo también diferentes entre sí étnica y lingüísticamente, logran hacer de Chalco una región productiva en agricultura a partir del siglo XIV, gozando su maíz de una gran fama.
La región fue nombrada en 1354 como Chalco. Poco después el territorio se dividió en cuatro señoríos, que se denominaban: Tlacohcalco-Chalco, Amaquemecan-Chalco, Tenanco Texopalco Tepopollan-Chalco y Chimalhuacán-Chalco.
A la llegada de los mexicas a México-Tenochtitlan, estos se abastecen de maíz proveniente de Chalco. Sometida por estos en 1465, Chalco se volvió tributaria del imperio mexica. Los tributos eran producidos en las chinampas que se localizaban a orillas del lago. En 1376 inician su participación en las "guerras floridas" contra los mexicas, por lo que los prisioneros hechos por ambos bandos eran dejados en libertad y solo perecían aquellos que combatían. Dicha lucha por la supervivencia y el dominio, postergo a Chalco en el retraso en su desarrollo, en comparación a los Señoríos de Tenochtitlan y Texcoco.
La guerra como medio de expansión y de conquista se hace común, sólo mencionaremos una de tantas: en 1376 empieza la “guerra florida” que dura 8 años y es entre mexicas y chalcas, en esta guerra cuando los nobles mexicas aprehendían a los chalcas los dejaban libres y lo mismo hacían los chalcas sólo moría la gente en batalla y es debido a este larga lucha por la supervivencia y defensa del territorio que la región de Chalco Amecameca no logra el esplendor de Texcoco y Tenochtitlán. Existen dos versiones de la llegada de Hernán Cortés a la región de Chalco-Amaquemecan, una dice que los chalcas al estar enterados de la presencia de Cortés en Tlaxcala y Cholula, lo esperan en el paso de los volcanes y le llevan regalos de oro, la otra dice que los chalcas fueron a recibir a Cortés a Texmelucan y le obsequiaron joyas, piedras de mucho valor, brazaletes, mantas, plumas ricas comidas entre otras cosas 8/. Cortés en su 2.ª carta de relación nos relata que partió de un pueblo Amecameca que es la de provincia de Chalco, y en el camino recibe embajadores de Moctezuma que le piden que regrese o que espere la orden de Moctezuma para recibirlo. Cortés permanece dos días en Amecameca donde le obsequian buena comida, oro y esclavas.

### Cortés
Con la llegada de los invasores españoles, Chalco es situada como punto clave ya que ahí se dieron los encuentros entre los emisarios mexicas con los ejércitos españoles, además de ser puesto de abastecimiento de víveres y accesorios útiles para los europeos. Chalco se convierte en aliado de estos para sacudirse el asedio de los xochimilcas, pueblos de Tláhuac y de los Mexicas, participando en las incursiones militares que ponen fin a la hegemonía azteca.

### Colonia
Al culminar la caída del imperio mexica se inicia la distribución de tierras entre los españoles. Chalco viene a ser promulgada Provincia Real de Chalco; "Chalco en 1533 se convierte en Provincia real por decisión de la audiencia", fue de gran importancia por ser un área productora de maíz, trigo, cebada, paja, leña, carbón, frutas, legumbres, materiales de construcción como madera, tezontle y piedra, por sus embarcaderos de Ayotzingo y Chalco que se vieron favorecidos por el intenso tráfico y las cercanías con la Ciudad de México.Se confirma como generadora de tributos para la Orden Dominica y el marquesado de Cortes quien toma posesión de la provincia y después pasa a manos de Nuño de Guzmán. A la declive de la encomienda real le siguieron correcciones en las delimitaciones territoriales, sobre la base de las Mercedes Reales otorgadas por Juan Bautista de Avendaño en el año 1565, hacia el año 1614 se introduce el ganado vacuno, lo que convierte a Chalco en productor de lácteos, casi simultáneamente aparecen los primeros mayorazgos, destacando el de Don Miguel Sáenz de Sicilia y Soria cuya cédula real expedida en Madrid data del año 1774.
La proximidad con el lago de Chalco fue un elemento decisivo para el desarrollo del pueblo.

### Rebeliones campesinas
En 1868 Julio López Chávez junto con los campesinos de Chalco y Texcoco exigieron el reparto de tierras de las haciendas, en respuesta el gobierno mando a las fuerzas federales. Este movimiento campesino tuvo influencia del fourierismo de Plotino Rohodakanaty, cuyo propósito era que los peones se liberaran por sí mismos de los hacendados. Así el 20 de abril de 1868 Julio López dio a conocer el “Manifiesto a todos los oprimidos y pobres del mundo y del universo”, desde ese momento fue perseguido como comunista que luchaba contra la propiedad. Meses después se hizo efectivo un programa agrario y se empezaron a repartir tierras entre los habitantes de la región, lo cual desencadenó toda clase de violaciones para los campesinos, muchos de ellos fueron deportados a Yucatán y enrolados al ejército para servir en otros estados. El 9 de julio de 1868 aprendieron a Julio López y al día siguiente fue fusilado, la lucha de los campesinos término en peticiones para no ser deportados a Yucatán.
El 9 de marzo de 1890 para 2009 cumple 119 años de la creación municipal. El general Porfirio Díaz colocó la primera piedra para la construcción del palacio municipal, y en 1972 el presidente Héctor Ximénez González ordenó su remodelación.

### Porfiriato
Durante el porfiriato se desarrolla una gran actividad económica, pues el punto de reunión de los comerciantes de diferentes lugares, la comunicación por agua continúa con sus canoas y barcos de vapor, la industria alcanza un mayor desarrollo y las haciendas llegan a su máximo esplendor ya que sus inicios fueron a finales del siglo XVI y principios del XVII. Dentro de las haciendas las que más destacan son las de Xico, la Compañía, el Moral, entre otras. Durante el porfiriato se ordena desecar el lago cambiando radicalmente la fisionomía del lugar y afectando a los pobladores de los alrededores dando origen al gran valle en el lecho del lago, desapareciendo los pocos pescadores que había, posteriormente estas tierras sirvieron como tierras de labor. Esto con la encomienda para que sirviera a su hacienda, así como la colocación de las vías del tren que servían de enlace entre la presidencia y su hacienda la vaca.

## Educación
En la localidad está la sede del Instituto Superior de Ciencias de la Educación del Estado de México, ISCEEM, el cual se dedica a brindar educación nivel posgrado. Lanza anualmente varios diplomados y especialidades y tiene un programa de maestría y de doctorado en Investigación Educativa, aunque hasta el momento solo pueden inscribirse los trabajadores de las escuelas privadas o públicas de cualquier nivel educativo.
También dentro de la localidad se encuentra la Universidad Insurgentes, Plantel Chalco.
Este mes de septiembre se abre la Universidad Nacional Rosario Castellanos, Plantel Chalco.

### Villa de las Niñas
La primera Villa de los Niños fue fundada en Corea en 1990 por las Hermanas de María para ayudar a los niños huérfanos y de escasos recursos. Actualmente, opera en cinco países del mundo.
En México, cuenta con dos planteles; uno localizado en Acatlán de Juárez, Jalisco, para niños y otro en Chalco de Díaz Covarrubias, Estado de México, para niñas.
La Villa de las Niñas funciona de manera gratuita, como internado, dando atención educativa a nivel secundaria y bachillerato, procurándoles no solo alojamiento, sino también actividades culturales, deportivas, alimentarias, entre otras, y como parte de una formación integral. Actualmente da servicio aproximadamente a 4 mil niñas de escasos recursos.

### Universidad Azteca
La Universidad Azteca es una Institución de Educación Media Superior y Superior, Católica Apostólica y Romana, e inspirada en la Vida de San Juan Bautista De La Salle.
Está situada en el barrio San Antonio y allí se imparten las siguientes licenciaturas:

- Arquitectura
- Contaduría
- Informática
- Derecho
- Psicología
- Administración
- Comercio Internacional
- Pedagogía

### Tecnológico de Estudios Superiores de Chalco (TESCHA)
Además desde 1998 cuenta con una Institución de Nivel Superior, el Tecnológico de Estudios Superiores de Chalco (TESCHA), ubicado en La Candelaria Tlapala, que cuenta con cinco carreras de nivel Licenciatura: Ingeniería Electromecánica, Ingeniería Industrial, Ingeniería en Sistemas Computacionales e Ingeniería Electrónica y Licenciatura en Informática. Las carreras de Ingeniería Electromecánica e Industrial cuentan con el reconocimiento de calidad otorgado por el CACEI (Consejo de la Acreditación de la Enseñanza de la Ingeniería). Además de albergar dentro de su demarcación a la Unidad de Estudios Superiores de Chalco (UESCHA), que ofrece carreras del área económico-administrativas, como son la Licenciatura en Administración y la Licenciatura en Contaduría.
El TESCHA, además, cuenta con un Centro de Idiomas que no sólo atiende a su población estudiantil, sino que está abierto a todo público con cursos de Inglés, Francés e Italiano. También cuenta con su propia Incubadora de Empresas INCUTESCH, abierta no sólo a los proyectos que desarrollen alumnos y profesores del Tecnológico, sino con capacidad para recibir proyectos de la sociedad en general, que permita aportar un desarrollo regional, estatal y nacional. Sin omitir que presta servicios de Desarrollo de Negocios, Asesoría, Formación, Capacitación y Albergue.
Dentro de sus actividades deportivas cuenta con los equipos de Fútbol Soccer, Fútbol Americano, Baloncesto. En el ámbito cultural cuenta con un grupo musical.
El logo del Tecnológico de Estudios Superiores de Chalco está constituido por los colores que homologan a los de las instituciones de educación superior descentralizadas del Estado de México, con el fin de posicionarlas a partir de una imagen que las identifique como grupo de instituciones oficiales con calidad educativa. Las primeras tres letras de las siglas del TESCHA aparecen con relleno en color verde oscuro, y las últimas tres aparecen huecas dentro de un marco cuadrado, la primera en verde claro, la segunda en gris claro y la tercera en verde oscuro. Debajo aparece el nombre completo del Tecnológico en letras de bulto negras, el cual aparece dividido en dos renglones por una línea gruesa roja.

### Escuela Normal de Chalco
Esta institución de nivel superior es la casa de estudio de miles de docentes en educación secundaria y primaria.
Cuenta con dos licenciaturas las cuales son:Licenciatura en Educación Secundaria con especialidad en Química y Licenciatura en Educación Primaria.
En esta institución los docentes en formación se preparan a través de su malla curricular, la cual potencializa las competencias de cada futuro profesionista para egresar cumpliendo con una misión y visión impartida por esta casa de estudios.
Cuenta con talleres de inglés y deportivos además de clubs como: La Banda Juvenil de Marcha "Jaguares", Alegorías y Banda de Honor (Guerra). Estas actividades recreativas apoyan a los alumnos a su desarrollo de habilidades para poder tener capacidades que les ayuden cuando estén en servicio.

## Lugares de interés

### Iglesias
- En cercanías del Palacio Municipal se encuentra la Parroquia de San Santiago Apóstol, una de las primeras iglesias fundadas por el destacado misionero franciscano Martín de Valencia, que data del siglo XVI.

- La Iglesia de San Lucas, construida en el siglo XVIII, es de las pocas construcciones barrocas populares en el Estado de México.

- Parroquia de San Gregorio Magno, capilla de la Asunción, capilla de San Juanito, hacienda San José de Chalco “La Compañía”, procesadora de arcilla (tabiquera) construida en el siglo XIX.

- Iglesia San Mateo Tezoquipan Miraflores, puente Melchor Ocampo, exhacienda “Del Moral”. Se formó a base de algunas mercedes y la compra de pedazos de tierras de los indígenas. Durante el siglo XVI y la primera mitad del XVII se instala la fábrica textil de “Miraflores”. Al principio fue una hacienda, posteriormente es instalada una fábrica textil en 1840 y fue fundada la compañía de Miraflores por Felipe Nery y los hermanos Martínez del Río.

- Parroquia San Miguel Arcángel

- Santa Catarina Ayotzingo
Iglesia de Santa Catarina Mártir. Convento agustino construido a mediados del siglo XVI, Casa Gótica conocida con este nombre por sus ventanas ojivales, las palmas milenarias. La antigüedad de estas palmas se desconoce. estatua de Fray Martín de Valencia, fachada del panteón construido en el siglo XX.

### Museos
El Museo Arqueológico de Chalco se localiza en la Casa de Cultura Chimalpain, en la avenida Cuauhtémoc, Colonia Centro. Fundada el 15 de noviembre de 1978. En esta casa de cultura se realizan varias actividades como clases de baile típico regional, ballet, dance, pop, ritmos latinos, canto, clases de teatro, entre otras más, así como también ayudan impartiendo cursos de regularización por parte del INEA a los adultos mayores.
En el Teatro de Chalco "Chichicuepon, poeta Náhuatl, nacido en Chalco, fallecido en el año 1486”, se realizan diversas actividades como la actuación, escenografía, entre otras, permitiendo la culturalización de la población en general. Fue inaugurado durante el periodo del presidente municipal Vicente Alberto Onofre Vázquez (2006 -2009). Durante la ceremonia de inauguración privada tuvo lugar una presentación del cantante yucateco Armando Manzanero.

## Patrimonio
- Mural de la Presidencia Municipal: Ubicado en la parte alta del Palacio Municipal elaborado por Sergio Pérez en 1987.
- La Casa Colorada: Construida aproximadamente en el siglo XVI o XVII, actualmente sede del Banco Santander y Banorte.
- Kiosco del Jardín Municipal: Construido en 1937 sobre el pozo de abastecimiento de agua de Chalco.
- Parroquia de Santiago Apóstol: Construida en el siglo XVI, fue convento franciscano y posteriormente en 1585 se convierte en convento bajo las órdenes del convento de Tlalmanalco, ha sido reconstruida y modificada en varias ocasiones, última remodelación en 1985.
- Reloj Monumental: Ubicado en la explanada Sur Oriente del Mercado Municipal. Este reloj fue rescatado del antiguo Palacio Municipal y fue colocado en la nueva torre que se construyó aproximadamente en 1972.

## Fiestas y tradiciones
Las fiestas religiosas tienen una gran importancia en la localidad, tanto en la cabecera como en los pueblos se festeja el día dedicado a uno de sus patrones. Estas fiestas son celebradas con suntuosidad no puede faltar el tradicional mole, tamales, carnitas y vino; además se realizan procesiones, juegos pirotécnicos y jaripeos con la presencia de bandas de viento.
En estos días se encuentran abarrotadas las iglesias o catedrales pues se ofrece una misa solemne a la cual la gente está acostumbrada a ir, aunque, cuando cae entre semana, se realiza el sábado o domingo.
La principal fiesta de Chalco se lleva a cabo el 25 de julio, día en el que se venera a Santiago Apóstol, los domingos anteriores a esta gran fiesta se realizan recorridos con la imagen del Santo Patrono por las localidades cercanas al centro; incluida una de noche en donde se pueden apreciar las calles adornadas con festones, tapetes artísticos de aserrín pintado y alfalfa formando figuras, juegos pirotécnicos y música de banda.
En los últimos años esta fiesta religiosa se ha acompañado de una gran feria comercial donde se instalan locales que expenden todo tipo de mercancías, comidas típicas, antojitos mexicanos, bebidas alcohólicas y por supuesto juegos mecánicos, además de eventos sociales deportivos y culturales.
Durante las fiestas patronales de Chalco hay una gran variedad de actividades. La celebración dura un mes, aproximadamente. A la iglesia vienen personas de varios pueblos a hacer muestras y ventas gastronómicas. Hay venta de plantas, ropa, recuerdos, accesorios de plata.
También se lleva a cabo el tradicional torneo de frontón en el parque de Tizapa. Allí se encuentra el gran frontón municipal que cuenta con más de 40 años en existencia y donde se exhibe la gran calidad de sus pelotaris locales. En la presidencia que se encuentra a lado de la iglesia se dan varios conciertos de todos los tipos de música.

### Fiestas patronales de los pueblos viejos de Chalco
La fiesta que tiene mayor importancia es Chalco. Es la fiesta que se hace en honor a Santiago Apóstol. Se celebra el 25 de julio. Esta celebración comienza desde principios de julio hasta finales del mes. En el centro de Chalco (alrededor de la Parroquia de Santiago Apóstol) ponen una feria, donde las familias van a pasar un rato en compañía de sus amigos, y donde pueden disfrutar de algunas comidas y bebidas típicas, además de que pueden apreciar algunos bailables o conciertos que se ofrecen en esa época. Cuando el 25 de julio llega, se llevan a cabo misas “especiales”, y al finalizar, hay juegos artificiales y, a veces, va alguna banda para ambientar la fiesta. Después de ese día, la estatua de Santiago Apóstol es llevada a recorrer los diferentes barrios de Chalco (San Sebastián, La Conchita, etc.). Las personas adornan las calles con papel picado y con alfombras hechas de aserrín de colores. Es la fiesta más esperada en Chalco, en la cual los habitantes demuestran un compromiso excepcional por llevarla a cabo, así la alegría y el regocijo de sus habitantes no se hace esperar con una magnitud nunca antes vista.

## Servicios
Los servicios con los que cuenta la cabecera municipal son suficientes para atender la demanda, ofreciéndose casa de huéspedes, hoteles y moteles, así como agencia de viajes.